# Зінкевич Олексій Валерійович
Олексі́й Вале́рійович Зінке́вич (нар. 12 травня 1997, Володимир-Волинський) — український футболіст, півзахисник.

## Клубна кар'єра
Олексій Зінкевич розпочав заняття футболом у своєму рідному місті в дитячій команді клубу «БРВ-ВІК». У 2010 році здібний молодий футболіст був запрошений для вдосконалення футбольної майстерності до футбольної академії донецького «Шахтаря». Після року занять у Донецьку повернувся до Володимира-Волинського, і продовжив заняття у клубі «БРВ-ВІК». У 2013 році Олексій Зінкевич запрошений для подальшого вдосконалення майстерності до ДЮСШ клубу найвищого українського дивізіону — луцької «Волині». З 2014 року Зінкевич виступає за молодіжний склад луцької команди, а 17 жовтня 2014 року дебютував у матчі Прем'єр-ліги, вийшовши на заміну в матчі з донецьким «Шахтарем» у віці 17 років 157 днів, і він став на той час наймолодшим футболістом у сезоні Прем'єр-ліги, та першим футболістом Прем'єр-ліги 1997 року народження. У одному з інтерв'ю головний тренер луцького клубу Віталій Кварцяний назвав Зінкевича в числі тих футболістів, які, на його думку, становлять майбутнє «Волині».
2 березня 2016 року Олексій Зінкевич офіційно став гравцем донецького «Шахтаря», і заявлений на чемпіонат України по списку «Б». Проте виступав у донецькому клубі виключно за молодіжні команди, тому на початку 2018 року був відданий в оренду в «Олександрію». Проте за олександрійський клуб футболіст не зіграв жодного матчу, і з липня 2018 року він повернувся до складу «Волині». У складі свого першого професійного клубу Зінкевич грав до кінця сезону 2018—2019, після чого на правах оренди перейшов до клубу «Агробізнес».
2 січня 2020 року став гравцев одеського «Чорноморця». 23 травня 2020 рoкy стало відомо що півзахисник більше не буде виступати в складі «Чорноморця». У другій половині 2020 року Олексій Зінкевич став гравцем тернопільської «Ниви», за яку, втім, до середини 2021 року він провів лише 2 матчі. З 2022 року Зінкевич грає за нижчоліговий польський клуб «Косовія» з Косува-Ляцького.

## Виступи за збірні
Уперше за юнацьку збірну України Олексій Зінкевич зіграв 14 вересня 2012 року проти однолітків з Німеччини. Головний тренер юнацької збірної України 1997 року народження Олег Кузнецов неодноразово викликав Олексія до збірної на навчально-тренувальні збори до Меморіалу Баннікова, до Кубку чотирьох націй у Бельгії, до турніру «Syrenka Cup» у Польщі, до еліт-раунду чемпіонату Європи 2014 року, та до міжнародного турніру в Латвії. 6 березня 2016 року Олексій Зінкевич, уже із тренувального табору донецького «Шахтаря», викликаний до збірної України віком гравців до 19 років на тренувальний збір до Швейцарії. Усього в юнацьких збірних різного віку Олексій Зінкевич зіграв 16 матчів та забив 1 м'яч.